# Lorenzo Lanzi

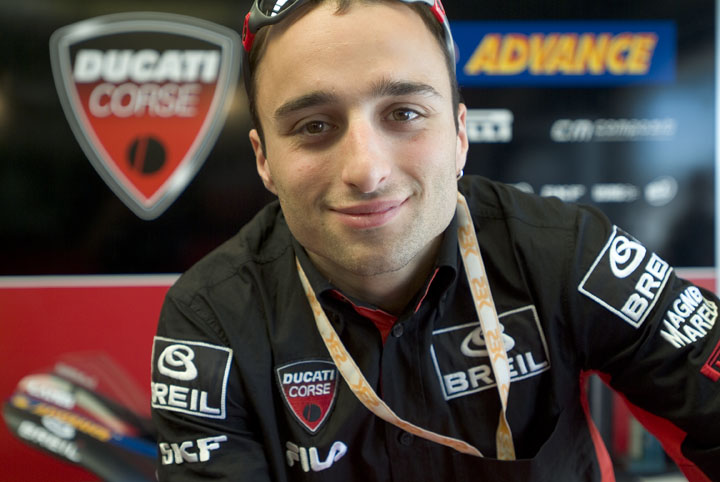
Lorenzo Lanzi in 2004.

Lorenzo Lanzi (Cesena, 26 oktober 1981) is een Italiaans motorcoureur.

## Carrière
Lanzi begon zijn motorsportcarrière in 1989 op een terreinmotor. In 1990 werd hij nationaal kampioen in het motorcross. Hierna verliet hij enige tijd de motorsport om zich tijdelijk in het voetbal te begeven. In 1996 keerde hij terug in de motorsport in het Italiaanse Sport Production-kampioenschap, dat hij in 1998 wist te winnen. In 1999 stapte hij over naar de 125 cc-klasse van het Europees kampioenschap wegrace, waarin hij dertiende werd. Dat jaar maakte hij tevens zijn debuut in de 125 cc-klasse van het wereldkampioenschap wegrace als wildcardcoureur op een Aprilia tijdens zijn thuisrace, maar kwam hierin niet aan de finish.
In 2000 stapte Lanzi over naar de 250 cc-klasse van het EK wegrace. Op een Aprilia behaalde hij een podiumplaats en werd hij met 33 punten dertiende in het klassement. In 2001 reed hij een volledig seizoen in de 250 cc-klasse van het WK wegrace op een Aprilia. Hij behaalde zijn beste klasseringen met twee elfde plaatsen in Italië en Australië en werd zo met 23 punten twintigste in het kampioenschap.
In 2002 kwam Lanzi niet uit in races, maar in 2003 kwam hij uit in het Europees kampioenschap Superstock op een Ducati. Hierin behaalde hij vier zeges op het Circuit Ricardo Tormo Valencia, de Motorsport Arena Oschersleben, het TT-Circuit Assen en het Circuit Magny-Cours. Daarnaast stond hij in twee andere races op het podium. Met 137 punten werd hij, met drie punten achterstand op Michel Fabrizio, tweede in het eindklassement. Ook werd hij dat jaar kampioen in het Italiaans kampioenschap Superstock. In 2004 stapte hij over naar het wereldkampioenschap Supersport, waarin hij wederom op een Ducati reed. Een handvol vierde plaatsen waren dat jaar zijn beste klasseringen, waardoor hij met 82 punten vijfde werd. Dat jaar nam hij ook deel aan een race van het Italiaans kampioenschap Supersport op het Autodromo Enzo e Dino Ferrari, waarin hij een podiumplaats behaalde, en testte hij de Ducati 999S in een race van het Amerikaans kampioenschap superbike.

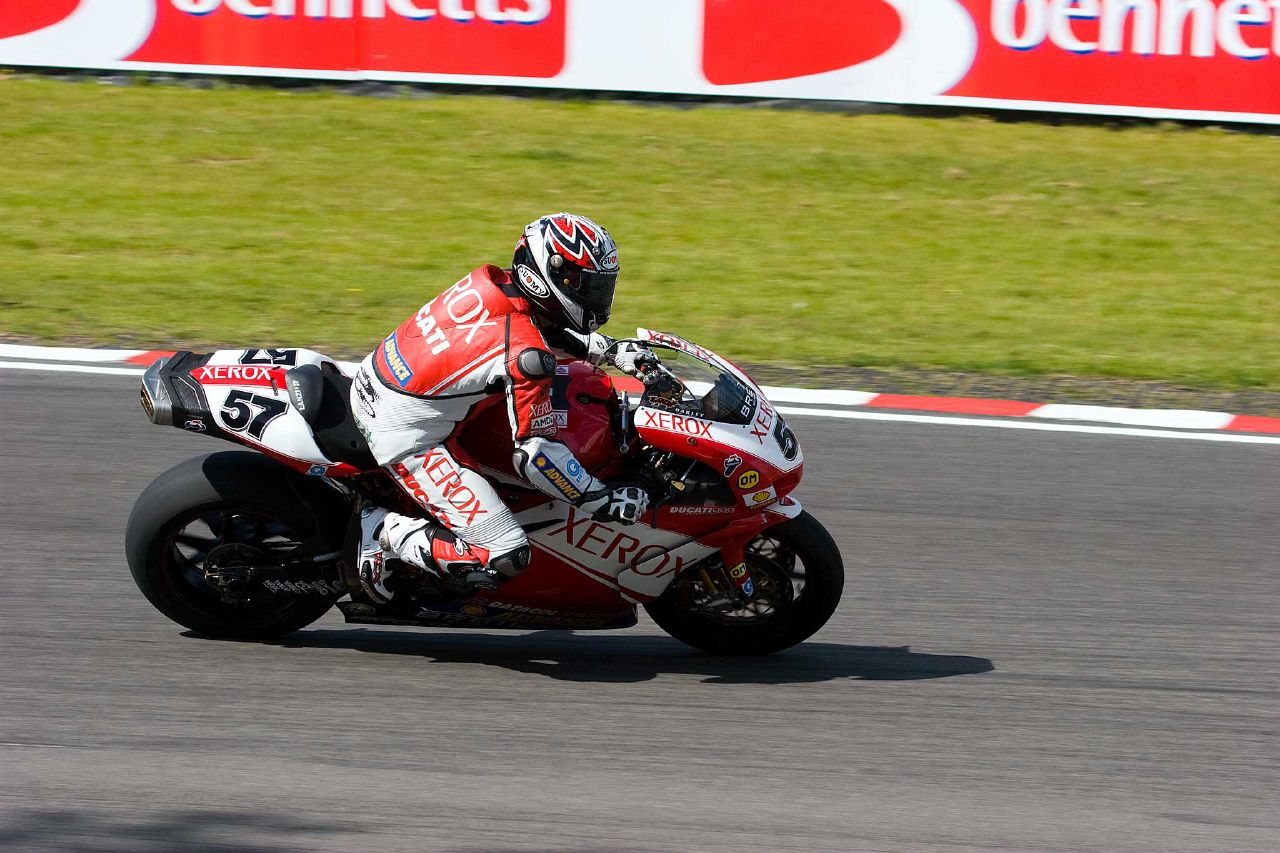
Lorenzo Lanzi op Brands Hatch in 2007.

In 2005 maakte Lanzi de overstap naar het wereldkampioenschap superbike en reed ook hierin op een Ducati. Hij begon het seizoen bij een klantenteam, maar tegen het eind van het jaar werd hij opgeroepen als vervanger van de geblesseerde fabriekscoureur Régis Laconi. In dit weekend, dat plaatsvond in Lausitz, behaalde hij zijn eerste overwinning in het kampioenschap. In de seizoensfinale op Magny-Cours, waarin hij weer voor zijn gebruikelijke team reed, behaalde hij een tweede zege. Met 150 punten werd hij negende in het klassement. In 2006 reed hij het gehele seizoen voor het fabrieksteam van Ducati en had hij als doel om kampioen te worden. Hij kwam echter niet verder dan twee podiumfinishes in Valencia en een achtste plaats in de eindstand met 169 punten. In 2007 stond hij enkel in de seizoensopener in Losail op het podium en werd hij met 192 punten zevende in het klassement.
In 2008 verliet hij het fabrieksteam, maar bleef hij nog wel op een Ducati rijden. Hij behaalde een overwinning in Valencia, maar in de rest van het seizoen kwam hij nooit verder dan een zesde plaats in de races. Met 109 punten werd hij veertiende in de rangschikking. In 2009 trok het team van Lanzi zich terug uit de motorsport, waardoor hij op zoek moest naar een nieuwe werkgever. Hij zou rijden in het Italiaans kampioenschap superbike op een KTM, maar dit ging niet door. Nadat Régis Laconi vanwege een zwaar ongeluk in 2009 de rest van het seizoen uit moest zitten vanwege een blessure, nam Lanzi zijn plaats over. Hij kwam nooit verder dan een elfde plaats, die hij behaalde op zowel Donington als Imola. Hij scoorde 15 punten, waardoor hij op plaats 26 in het kampioenschap eindigde.
In 2010 keerde Lanzi terug als fulltime coureur in het WK superbike op een Ducati. Hij behaalde een podiumplaats op 2010 en werd met 88 punten zestiende in de eindstand. In 2011 had hij geen vast racezitje, maar halverwege het seizoen verving hij James Toseland voor drie raceweekenden op een BMW. Een elfde plaats op Misano was hierbij zijn beste race-uitslag.
In 2012 keerde Lanzi terug naar het WK Supersport, waarin hij op een Honda in de race op Assen optrad als vervanger van Lukáš Pešek. Hij kwalificeerde zich weliswaar op positie 21, maar desondanks wist hij de race te winnen. Later dat jaar reed hij op een Ducati in twee weekenden van het WK superbike als vervanger van Jakub Smrž, waarin een tiende plaats op Portimão zijn beste resultaat was. In 2013 was hij gastcoureur in het Italiaans kampioenschap superbike op een MV Agusta. Dat jaar keerde hij tevens terug in het WK superbike als wildcardcoureur op een Ducati in de laatste twee raceweekenden op Magny-Cours en Jerez; een zevende plaats in de laatste race was zijn beste klassering.
In 2014 stapte Lanzi over naar het Duits kampioenschap superbike, waarin hij ook op een Ducati reed. Hij behaalde zijn eerste podiumfinish op Assen, voordat hij in de seizoensfinale op de Hockenheimring Baden-Württemberg zijn eerste zege behaalde. Met 85 punten werd hij negende in de eindstand. Tevens reed hij dat jaar zijn laatste races in het WK superbike op een Ducati in het weekend op Magny-Cours, waarin hij de races als achtste en vijfde eindigde. In 2015 bleef hij actief in het Duits kampioenschap superbike en stond hij acht keer op het podium. Met 216 punten werd hij achter Markus Reiterberger en Javier Forés derde in het eindklassement.
In 2016 maakte Lanzi de overstap naar het Italiaans kampioenschap superbike, waarin hij op een BMW reed. Hij won een race op het Circuit Mugello en stond in twee andere races op hetzelfde circuit op het podium. Met 113 punten werd hij achter Matteo Baiocco, Kevin Calia en Matteo Ferrari vierde in de eindstand. In 2017 reed hij opnieuw in dit kampioenschap, maar kende hij een lastiger seizoen. Een zesde plaats op het Misano World Circuit Marco Simoncelli was zijn beste resultaat en nog voor het eind van het seizoen verliet hij de klasse. Met 43 punten werd hij dertiende in de rangschikking.
In 2018 keerde Lanzi terug in het Duits kampioenschap superbike op een Yamaha. Hij behaalde een podiumplaats op Oschersleben en een overwinning op Assen. Zodoende eindigde hij met 55 punten op de twaalfde plaats. In 2019 keerde hij halverwege het seizoen terug naar het Italiaans kampioenschap superbike, waarin hij op een BMW uitkwam als vervanger van Andrea Mantovani. Hij behaalde zijn beste resultaat met een vierde plaats op Mugello en werd met 49 punten dertiende in de eindstand. Hierna heeft hij geen races meer gereden.